# 南塔夫脫 (加利福尼亞州)
南塔夫脫（英語：South Taft）是位於美國加利福尼亞州克恩縣的一個人口普查指定地區。

## 地理
南塔夫脫的座標為35°08′05″N 119°27′22″W / 35.13472°N 119.45611°W，而該地最高點為海拔高度310米（即1017英尺）。

## 人口
根據2010年美國人口普查的數據，南塔夫脫的面積為2.787平方千米，當中陸地面積為2.787平方千米，而水域面積為0.000平方千米。當地共有人口2169人，而人口密度為每平方千米778人。